# Echo (Netzwerkdienst)
Der Echo-Netzwerkdienst ist ein einfacher Dienst der Internetprotokollfamilie. Aufgabe des Dienstes ist es, alle empfangenen Daten unverändert zum Client zurückzusenden. Er eignet sich somit zum Test und zur Fehlersuche während der Entwicklung von Clientprogrammen.
Für den Echo-Dienst ist der TCP- und UDP-Port 7 reserviert. Das Echo-Protokoll ist in RFC 862 spezifiziert.
Bei Unix-Systemen ist der Echo-Dienst – genauso wie die weiteren einfachen Netzwerkdienste (Daytime, Discard etc.) – üblicherweise direkt im inetd-Daemon implementiert. Bei Windows-Systemen befinden sich diese Netzwerkdienste in der optionalen Windows-Komponente Einfache TCP/IP-Dienste.